# Морель, Бернар
Бернар Мари Жорж Морель (фр. Bernard Marie Georges Morel; 30 марта 1925, 2-й округ Лиона — 23 октября 2023, Роан) — французский фехтовальщик-саблист, призёр Олимпийских игр и чемпионата мира.

## Биография
Родился в 1925 году в Лионе. В 1952 году стал бронзовым призёром Олимпийских игр в Хельсинки. В 1954 году завоевал бронзовую медаль чемпионата мира. В 1956 году принял участие в Олимпийских играх в Мельбурне, но там французская команда стала лишь 4-й.